# Dolichotetranychus gramineus
Dolichotetranychus gramineus är en spindeldjursart som beskrevs av P. Mitrofanov och Strunkova 1978. Dolichotetranychus gramineus ingår i släktet Dolichotetranychus och familjen Tenuipalpidae. Inga underarter finns listade i Catalogue of Life.